# Jean Dautremay
Jean Dautremay, né le 10 novembre 1943 à Caille (Alpes-Maritimes) et mort le 13 octobre 2014 à Paris, est un acteur et metteur en scène français qui a été sociétaire de la Comédie-Française.

## Théâtre

### Comédie-Française
- Entrée à la Comédie-Française le 1er septembre 1991
- Sociétaire le 1er janvier 1993 (départ de la Comédie-Française 1er janvier 2007)
- 487e sociétaire

#### Comédien
- 1991 : Un mari d'Italo Svevo, mise en scène Jacques Lassalle, Comédie-Française au Théâtre national de la Colline
- 1992 : Le Bal masqué de Mikhail Lermontov, mise en scène Anatoli Vassiliev, Salle Richelieu
- 1992 : Antigone de Sophocle, mise en scène Otomar Krejča, Salle Richelieu
- 1993 : Le Canard sauvage d'Henrik Ibsen, mise en scène Alain Françon
- 1995 : Intrigue et Amour d'après Friedrich von Schiller, mise en scène Marcel Bluwal
- 1997 : La Vie parisienne de Jacques Offenbach, mise en scène Daniel Mesguich
- 1997 : Le Tartuffe ou l'Imposteur de Molière, mise en scène Dominique Pitoiset
- 2004 : Place des héros de Thomas Bernhard, mise en scène Arthur Nauzyciel
- 2005 : Place des héros de Thomas Bernhard, mise en scène Arthur Nauzyciel, CDDB-Théâtre de Lorient
- 2009 : Les Chaises d'Eugène Ionesco, mise en scène Jean Dautremay, Studio-Théâtre de la Comédie-Française

#### Metteur en scène
- 1984 : Est-il bon ? Est-il méchant ? de Denis Diderot, Comédie-Française
- 1995 : L'Échange de Paul Claudel, Comédie-Française

### Hors Comédie-Française

#### Comédien
- 1969 : Tambours et Trompettes de Bertolt Brecht, mise en scène Jean-Pierre Vincent, Théâtre de la Ville
- 1970 : Le Borgne est roi de Carlos Fuentes, mise en scène Jorge Lavelli, Festival d'Avignon
- 1971 : Capitaine Schelle, Capitaine Eçço de Serge Rezvani, mise en scène Jean-Pierre Vincent, Théâtre de Chaillot
- 1971 : Le Borgne est roi de Carlos Fuentes, mise en scène Jorge Lavelli, Théâtre des Ambassadeurs
- 1972 : Le Borgne est roi de Carlos Fuentes, mise en scène Jorge Lavelli, Théâtre 140
- 1972 : Dans la jungle des villes de Bertolt Brecht, mise en scène André Engel, Jean Jourdheuil et Jean-Pierre Vincent, Compagnie Vincent-Jourdheuil, Festival d'Avignon, Théâtre national de Chaillot
- 1973 : Dans la jungle des villes de Bertolt Brecht, mise en scène André Engel, Jean Jourdheuil et Jean-Pierre Vincent, Théâtre de Nice
- 1973 : La Noce chez les petits bourgeois de Bertolt Brecht, mise en scène Jean-Pierre Vincent, Cyrano Théâtre
- 1973 : Don Juan et Faust de Christian Dietrich Grabbe, mise en scène André Engel, Théâtre Le Palace
- 1974 : La Tragédie optimiste de Vsevolod Vichnievski, mise en scène Bernard Chartreux et Jean-Pierre Vincent, Théâtre Le Palace, Théâtre du Gymnase
- 1975 : Germinal d'après Émile Zola, mise en scène Jean-Pierre Vincent, Théâtre national de Strasbourg
- 1980 : À la renverse de Michel Vinaver, mise en scène Jacques Lassalle, Théâtre national de Chaillot, Théâtre Jean Vilar Vitry-sur-Seine
- 1982 : Le Rocher, la lande la librairie d’après Montaigne, mise en scène Jean Jourdheuil et Jean-François Peyret, Théâtre de la Commune d’Aubervilliers : un des Magasiniers
- 1983 : Cervantes intermèdes : Le Retable des merveilles, La Sentinelle Vigilante, Le Vieillard Jaloux, La Caverne de Salamanque de Cervantes, mise en scène Jean Jourdheuil et Jean-François Peyret, Théâtre Gérard Philipe, Festival d'Avignon, Nouveau théâtre de Nice
- 1985 : L'Assassinat d'une Renoncule, nouvelle d'Alfred Döblin, mise en scène Jean Dautremay, Théâtre du Petit Odéon, Paris
- 1986 : Voyages Afrique-Antilles de Michel Leiris, mise en scène Jean Dautremay, Festival d’Avignon
- 1986 : Mots à mots de Michel Leiris, mise en scène Jean Dautremay, Festival d’Avignon
- 1987 : Œdipe à Colone de Sophocle, mise en scène Bruno Bayen, Festival d’Hammamet, Festival d’Avignon
- 1987 : Rosmersholm d'Henrik Ibsen, mise en scène Jacques Lassalle, Théâtre national de Strasbourg
- 1988 : La Nuit des chasseurs d’après Woyzeck de Georg Büchner, mise en scène André Engel, Théâtre national de la Colline
- 1989 : Atget et Bérénice de Michèle Fabien, mise en scène Marc Liebens, Rencontres internationales de photographie d'Arles, Ensemble Théâtral Mobile
- 1991 : Poker à la Jamaïque d'Evelyne Pieiller, mise en scène Joël Jouanneau, Festival d'Avignon, Odéon-Théâtre de l'Europe
- 1991 : Un mari d'Italo Svevo, mise en scène Jacques Lassalle, Théâtre national de la Colline
- 1997 : Vésale de Patrick Roegiers, lecture dirigée par Claude Yersin, Festival d'Avignon
- 2004 : Place des héros de Thomas Bernhard, mise en scène Arthur Nauzyciel

#### Metteur en scène
- 1981 : Dorval et moi d'après Denis Diderot, Petit Odéon
- 1986 : Voyages Afrique-Antilles de Michel Leiris, Festival d’Avignon
- 1986 : Mots à mots de Michel Leiris, Festival d’Avignon

## Filmographie sélective

### Cinéma
- 1978 : Le Dossier 51 de Michel Deville
- 1995 : Jefferson à Paris (Jefferson in Paris) de James Ivory
- 1998 : Le serpent a mangé la grenouille d'Alain Guesnier

### Télévision
- 1978 : Les Enquêtes du commissaire Maigret, épisode Maigret et le marchand de vin de Jean-Paul Sassy : Gilbert Pigou
- 1988 : L'Argent de Jacques Rouffio
- 1997 : Le Dernier Été de Claude Goretta

## Doublage

### Cinéma

#### Films
- 1995 : Rob Roy : John Graham, Marquis de Montrose (John Hurt)
- 2001 : Mulholland Drive : Ray Hott (Robert Katims)

### Films d'animation
- 1994 : Astérix et les Indiens : Ordralfabétix

## Distinctions
- Officier de l'ordre des Arts et des Lettres